# Amatörföreningens curlingklubb
Amatörföreningens curlingklubb är en svensk idrottsförening som spelar curling i Sundbybergs curlinghall. Föreningen bildades ursprungligen som curlingsektionen inom Stockholms Amatörförening.

## Meriter
- Elitserien herrar

1976-77 Fredrik Lundberg, Jan Owe-Larsson, Carl Folke, Mats Wallin
- SM Lag Damer

1978-79 Birgitta Törn, Katarina Hultling, Susanne Gynning-Ödlund, Gunilla Bergman
- SM Lag Herrar

1920-21 Claes Hultberg, Elof Lindskog, Oscar Dahlin, A.B.Johansson

1927-28 Victor Wetterström, Gunnar Malmqvist, Oscar Dahlin, Carl Hull

1934-35 Gunnar Malmqvist, Thure Sandström, Oscar Dahlin, Carl Fredrik "Kino" Andersson

1938-39 Victor Wetterström, Thure Sandström, Anders Håkansson, Oscar Dahlin
- SM Figur damer

2010-11 Marie Persson
- SM Figur Herrar

1917 Axel Nordenstedt

1919 Elis Svensson

1920 Oskar Dahlin

1923 Hans Jaeger

1926 Axel Nordenstedt

1946 Victor Wetterström

1964 Bengt Carlqvist

1967 Bengt Carlqvist

1980 Gunnar Sundvall

1981 Gunnar Sundvall
2016-17 Andreas Adersteg

- SM Junior Pojkar

1970-71 Fredrik Lundberg, Mikael Ödlund, Gunnar Sundvall, Anders Wendelheim

1971-72 Fredrik Lundberg, Jan Owe-Larsson, Stefan Lundquist, Gunnar Sundvall
- SM Mixed

1972-73 Fredrik Lundberg, Elisabeth Klärre (CK Pinglan), Jan Owe-Larsson, Eva Lundberg (CK Pinglan)

1975-76 Fredrik Lundberg, Anne Marie Nilsson, Jan Owe-Larsson, Ingegärd Zetterberg

1976-77 Fredrik Lundberg, Anne Marie Nilsson, Jan Owe-Larsson, Ingegärd Zetterberg
- SM Oldboys

1969-70 Bengt Carlquist, Lars Tjernberg, Gustav Rudberg, Åke Sundwall

1973-74 Per Ödlund, Bengt Carlquist, Nils Kristensson, Åke Sundwall
- SM Veteraner

2015-16 Lennart Ibsonius, Mats Jerbic, Björn Örnberg, Ulf Gabrielsson
- GP Tour

2013-14 Lag Esbjörnsson (Axel Österlund, Olof Esbjörnsson, Henrik Ekblad, Johan Nilemar, Björn Brandberg)